# Ariamnes helminthoides
Ariamnes helminthoides là một loài nhện trong họ Theridiidae.
Loài này thuộc chi Ariamnes. Ariamnes helminthoides được Eugène Simon miêu tả năm 1907.